# (6485) Wendeesther
(6485) Wendeesther (1990 UR1) – planetoida z grupy przecinających orbitę Marsa okrążająca Słońce w ciągu 2,64 lat w średniej odległości 1,91 j.a. Odkryta 25 października 1990 roku.